# Ganztonleiter

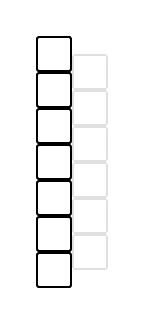
Bildliche Darstellung der Ganztonleiter. (Erläuterung)

Die Ganztonleiter (in Russland auch „Tschernomor-Tonleiter“ (russ. гамма Черномора) nach dem Zauberer aus Michail Glinkas Oper Ruslan und Ljudmila) ist eine hexatonische (sechstönige) Tonleiter, die aus einer gleichstufigen (= äquidistanten) Teilung der Oktave in sechs Ganzton-Intervalle hervorgeht. Damit bestehen die Tonschritte klanglich ausschließlich aus großen Sekunden (bzw. auch aus einer enharmonisch verminderten Terz, wenn der Oktavton mit dem Startton in der Notation identisch sein soll).

## Besonderheiten
Für Ohren, die an die in der abendländischen Musik gebräuchlichen diatonischen Tonleitern, z. B. Dur und Moll, gewöhnt sind, klingt eine Ganztonleiter relativ fremd, da ihr die Halbtonschritte fehlen; die Beziehungen zwischen den Tönen der Skala können also nicht durch gelegentliche Leittöne strukturiert werden. Daher gibt es bei der Ganztonleiter auch keinen erkennbaren Grundton, was eine „schwebende“ Wirkung hervorruft. Mit anderen Worten kann eine Ganztonleiter auf jedem Ton als Grundton ohne Modusmöglichkeit gebildet werden. Eine Ganztonleiter ist weder tonal noch atonal, sie bekommt ihre tonale Funktion erst im komponierten Kontext.
Ferner ist der Tritonus, der hier leitereigen auf jeder Tonstufe gebildet werden kann, dreimal enthalten, was einem Tritonusgehalt von 3 entspricht und damit einem charakteristischen Intervall der Ganztonleiter, wodurch sie verhältnismäßig schwer zu singen ist. Dreiklänge in Terzschichtung ergeben ausschließlich übermäßige Dreiklänge, da durch die Ganztonschritte alle Terzen groß sind.

## Mögliche Ganztonleitern
Wenn der absolute Tonvorrat von 12 Tönen betrachtet wird, gibt es nur 2 Ganztonleitern: die Ausgangs-Ganztonleiter und dieselbe um einen halben Ton (nach oben oder unten) transponiert. Beide werden im Folgenden dargestellt für den Ausgangston C und, einen Halbton nach unten transponiert, den Ausgangston H:

## Verwendung
Nach Franz Liszt bedienten sich der speziellen Wirkung der Ganztonleiter als einer der ersten Michail Iwanowitsch Glinka in seiner Oper Ruslan und Ljudmila (Leitmotiv des Tschernomors) und Rimski-Korsakow zur Darstellung magischer Gestalten in seinen Opern und in Scheherazade; später dann auch die Komponisten des Impressionismus (z. B. Debussy, etwa im Préludes Voiles, und Ravel). Olivier Messiaens erster Modus in seinem System der begrenzt transponierbaren Skalen ist die Ganztonleiter, wobei Messiaen deutlich darauf hinweist, die Ganztonleiter nicht erfunden zu haben.
Auch im Jazz erhält die Ganztonleiter eine wichtige Bedeutung als eigenständige Skala über Dominantseptakkorde mit tiefalterierter Quinte oder hochalterierter Quarte. Diese nennt man dann Bluestonleiter. Besonders „zelebriert“ wurde sie von Thelonious Monk.
In anderen Musikarten, wie der Popmusik ist die Ganztonleiter eher seltener anzutreffen, ein Beispiel hierfür wäre z. B. die Introduktion (dritter und vierter Takt) zu Stevie Wonders Song You are the Sunshine of my Life.

## Hörbeispiel
Ganztonleiter (Midi)ⓘ